# Orgue de gats

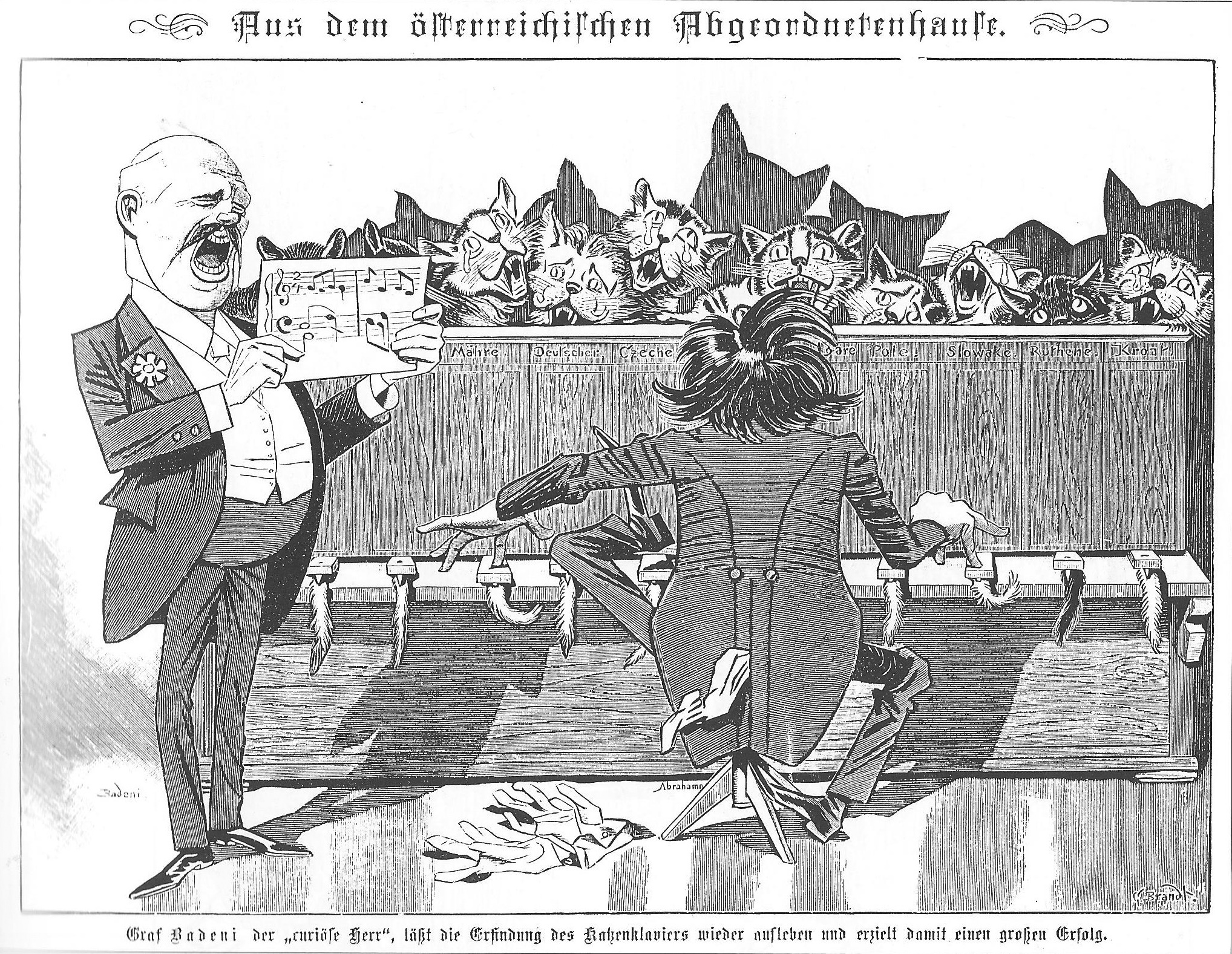
Kladderadatsch (1897) fa paròdia de Count Badeni en una caricatura d'ell acompanyat per Katzenjammermusik [gemecs de gats

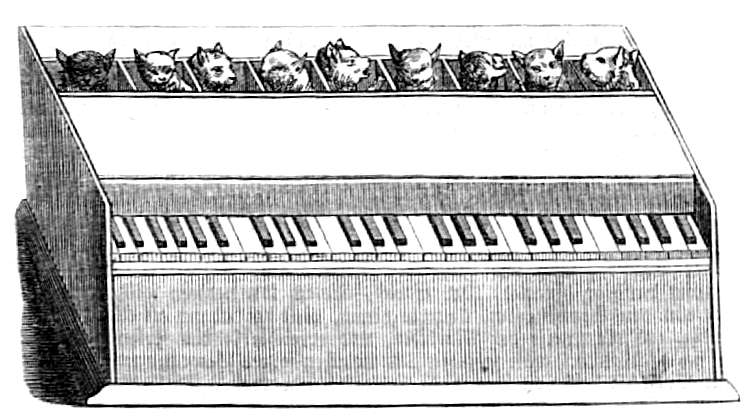
Representació l'any 1858 a Die Gartenlaube, "Katzen-Orgel"

Un orgue o piano de gats (alemany: Katzenorgel: o Katzenklavier, francès: orgue à chats: o piano à els xats) és un instrument musical hipotètic que consisteix en disposar d'una sèrie de gats fixats en un lloc o moble, amb les cues estirades per sota un teclat, de manera que ploren o miolen quan es prem una tecla i aquesta els apreta la cua. Els gats s'ordenen segons el to natural de les seves veus.

## Orígens
No hi ha cap registre oficial de la construcció d'un orgue de gats. Més bé es descriu a la literatura com un concepte inventat o estrany. "Els detalls de l'orgue del gat el presenten clarament com un instrument que els amants dels gats podrien desitjar que fos un horror de ficció". L'instrument s'utilitza en històries que critiquen la crueltat de la reialesa mentre que el piganino, un instrument similar que utilitza porcs, s'ha utilitzat per criticar els pobres.

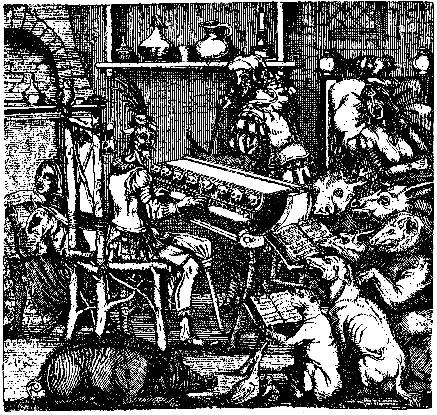
De JB. Weckerlin, Musiciana (1877)

Aquest instrument va ser descrit per l'escriptor francès Jean-Baptiste Weckerlin al seu llibre Musiciana, extraits d'ouvrages rares ou bizarres:
| « | When the King of Spain Philip II of Spain was in Brussels in 1549 visiting his father the Emperor Charles V, each saw the other rejoicing at the sight of a completely singular procession. At the head marched an enormous bull whose horns were burning, between which there was also a small devil. Behind the bull a young boy sewn into a bear skin rode on a horse whose ears and tail were cut off. Then came the archangel Saint Michael in bright clothing, and carrying a balance in his hand. The most curious was on a chariot that carried the most singular music that can be imagined. It held a bear that played the organ; instead of pipes, there were sixteen cat heads each with its body confined; the tails were sticking out and were held to be played as the strings on a piano, if a key was pressed on the keyboard, the corresponding tail would be pulled hard, and it would produce each time a lamentable meow. The historian Juan Christoval Calvete, noted the cats were arranged properly to produce a succession of notes from the octave... (chromatically, I think). This abominable orchestra arranged itself inside a theatre where monkeys, wolves, deer and other animals danced to the sounds of this infernal music. | » |

L'instrument va ser descrit pel metge alemany Johann Christian Reil (1759–1813) amb el propòsit de tractar pacients que havien perdut la capacitat de centrar la seva atenció. Reil creia que si es veiessin obligats a veure i escoltar aquest instrument, inevitablement captaria la seva atenció i es curarien: "Una fuga tocada en aquest instrument, quan la persona malalta està tan col·locada que no pot perdre's l'expressió. les seves cares i el joc d'aquests animals, han de portar la pròpia dona de Lot del seu estat fix a la consciència conscient".
L'instrument va ser descrit per primera vegada per Athanasius Kircher a la seva obra de 1650 Musurgia Universalis, encara que la manca d'una imatge pot haver deixat dubtes en l'ideari d'alguns escriptors. (The New York Times, per exemple, ha publicat un article que afirmava que descrivia l'instrument, i un altre que afirmava que no el va descriure a Musurgia Universalis.). La seva descripció apareix al Llibre 6, Part 4, Capítol 1, sota l'encapçalament "Corol·laria" (èmfasi afegit):
| « | Constructum non ita pridem ad melancholiam magni cuiusdam Principis depellendam abinsigni ingeniosoque Histrione tale quodpiam instrumentum. Feles vivas accepit omnes differentis magnitudinis, quas cistae cuidam huic negotio dedita opera fabricatae ita inclusit ut caudae perforamina extentae, certis quibusdam cana, libus insererentur affixae, hisce subdidit palmulas subtilissimis ac uleis loco malleolorum instructas; Feles vero iuxta differentem magnitudinem tonatim ita disposuit; ut singulae palmulae singulis responderent felium caudis, instrumentumque ad relaxationem Principis praeparatum oportuno loco condidit, quod deinde pulsatum eam harmoniam redditit, qualem Felium voces reddere possunt. Nam palmulae digitis Organoe di depressae aculeis suis dum caudas pungunt cattorum hi in rabiem acti miserabili voce, nunc gravem, modò acutam intonantes, eam ex felium vocibus compositam reddiderunt harmoniam, quae et moveret homines ad risum, et vel sorices ipsos ad saltum concitare posset. | » |

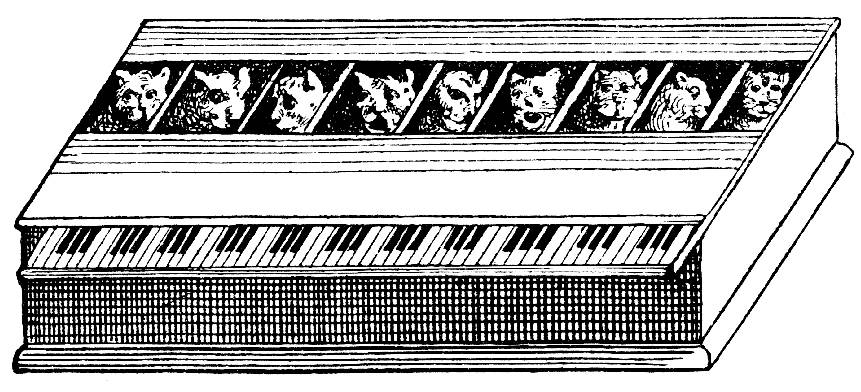
De Gaspar Schott, Magia Naturalis (1657)

Gaspar Schott, estudiant de Kircher, assenyala la citació a Magia Naturalis naturae et artis, Part 2, Book 6, Pragmatia 2, titulada "Felium Musicam exhibere [Cat Concert]".

## Cites i reconstruccions modernes
Michael Betancourt compara el sampleig de miols de gats utilitzats als àlbums de Jingle Cats, Meowy Christmas (1993) i Here Comes Santa Claws (1994), amb l'orgue de gats, ja que tots dos requereixen gats, però minven la rellevància dels intèrprets.
Kircher assenyala que l'instrument es pot utilitzar per reduir la malenconia dels prínceps fent-los riure, gairebé exactament la situació que es va produir l'any 2010 quan Carles III del Regne Unit es va divertir molt amb una interpretació de la melodia Over the Rainbow en un instrument recreat amb gats de joguina grinyolants d'Henry Dagg per a una festa al jardí celebrada a Clarence House donant suport a la iniciativa Charles's Start per a una vida sostenible.
La pel·lícula de Terry Gilliam de l'any 1988 The Adventures of Baron Munchausen presenta una escena amb un orgue similar que utilitza presoners humans en lloc de gats.
El 2009, The People's Republic of Animation, un estudi d'animació professional, va llançar una animació titulada The Cat Piano. Aquesta obra narra la història d'una ciutat de gats els músics dels quals són segrestats per un humà per fer un piano de gats. Aquest curtmetratge ha rebut diversos premis, així com nominacions a premis. L'acadèmia va anunciar que va ser preseleccionada per a un Oscar al millor curt d'animació. No obstant això, no va ser nominat.